# Пеллегрини, Лука (футболист, 1999)
Лука Пеллегрини (итал. Luca Pellegrini; род. 7 марта 1999, Рим) — итальянский футболист, защитник клуба «Ювентус», выступающий на правах аренды за «Лацио». Выступал за сборную Италии.

## Карьера в клубе
17 апреля 2018 года Пеллегрини подписал свой первый профессиональный контракт с «Ромой», сроком до 2021 года.
Пеллегрини присоединился к первой команде в сезоне 2018/19 в возрасте девятнадцати лет. 26 сентября 2018 года в матче против дебютировал «Фрозиноне» он дебютировал в Серии А и отдал голевую передачу Александру Коларову. 2 октября 2018 года в матче группового этапа против «Виктории» (Пльзень) он дебютировал в Лиге чемпионов УЕФА (5:0).

## Карьера в сборной
Летом 2019 года Лука был приглашён в сборную для участия в домашнем Чемпионате Европы среди молодёжных команд. В первом матче в группе против Испании он отличился голом с пенальти на 82-й минуте, а его команда одержала победу 3:1.